# Sphecodes haladai
Sphecodes haladai là một loài Hymenoptera trong họ Halictidae. Loài này được Warncke mô tả khoa học năm 1992.